# Selección de rugby de Gales
La selección de rugby de Gales (Tîm rygbi'r undeb cenedlaethol Cymru en galés) representa a la nación británica en las competiciones oficiales, existe desde 1881 y está controlada por la Unión Galesa de Rugby (WRU).
Disputa anualmente el Torneo de las Seis Naciones contra las selecciones de: Escocia, Francia, Inglaterra, Irlanda e Italia. Los Dragones rojos han ganado 28 veces el Torneo, superados únicamente por la Rosa y el campeonato más reciente es el de 2021.
En agosto de 2019, logra conquistar la primera posición del World Rugby Ranking por primera vez, terminando con el reinado de más de 10 años de los All Blacks.
Arthur Gould fue el jugador sobresaliente del siglo XIX, Shane Williams fue elegido el mejor del mundo en 2008, J. P. R. Williams es considerado su representante más talentoso, Neil Jenkins anotó más de 1.000 puntos y Graham Price es el forward con más pruebas en los Lions. Son considerados de los jugadores más transcendentales de la historia de este deporte.

## Historia
En 1881 Gales jugó su primer partido internacional contra Inglaterra. La actuación del seleccionado en el Home Nations Championship (hoy Seis Naciones) siguió mejorando, hasta llegar a su primera ‘edad dorada’ entre 1900 y 1911. Jugaron por vez primera contra Nueva Zelanda, conocida como los "All Blacks", en 1905, cuando los derrotaron 3–0 en un partido famoso en Cardiff Arms Park. El rugby galés tuvo una recaída entre la Primera y la Segunda Guerra Mundial, pero experimentó una segunda ‘edad dorada’ entre 1969 y 1980, cuando ganaron ocho 5 Naciones.
Jugaron en la primera Copa Mundial de rugby en 1987, en la cual obtuvieron su mejor resultado en Copas del Mundo: el tercero. Tras la profesionalización del rugby en 1995, Gales fue el anfitrión en la Copa Mundial de Rugby de 1999 y, en 2005, ganaron su primer Grand Slam de las Seis Naciones. Fue el primer Grand Slam ganado por un equipo jugando la mayoría de los partidos fuera de casa. Gales ganó otros tres Grand Slam en 2008, 2012, y 2019, y ganaron el Torneo de las Seis Naciones 2013. Gales también quedó cuarta en la Copa Mundial de Rugby del año 2011.

### Uniforme
Gales juega con una camiseta roja, pantalones blancos y medias rojas. La camiseta suplente es negra, con pantalones y medias también negras, también hubo diferentes colores de camisetas en el pasado. La camiseta es usualmente manufacturada por Macron al igual que las de las selecciones de Escocia e Italia. El patrocinador de la camiseta es Isuzu. Sin embargo para la Copa Mundial de Rugby solo se permite el escudo nacional, el logo de la IRB y el logo del creador de la camiseta. Las plumas de los Príncipes de Gales fue elegido en el siglo XIX por la WRU sobre otros símbolos galeses.
Gales uso una camiseta negra como parte de la celebración del 125 aniversario de la WRU en 2005. La camiseta fue usada contra Fiyi y después contra Australia ese año. El partido contra Australia fue el primer partido que Gales jugó contra una potencia sin su usual camiseta roja.

### Legado
El rugby es el deporte más popular de Gales. La selección por lo tanto son una parte muy importante de la cultura y la sociedad galesa.
Un historiador del deporte John Bale declaró que “el rugby es característico de Gales” y David Andrew dijo que “el conocimiento popular, posiciona al rugby tan Gales como la minería de carbón, el coro de voces de hombres, Dylan Thomas y Tom Jones”. La primera “época dorada” del rugby Gales (1910–1911) coincidió con el apogeo del país durante el siglo XX, y el rugby fue fundamental en la construcción de la identidad moderna de Gales.
La temporada 2004-05 fue récord en asistencia del público a los partidos internacionales jugados de local. Para el partido del Torneo de las Seis Naciones 2005 disputado contra Escocia en Edimburgo, 40.000 fanáticos de la selección galesa viajaron para ver el partido.

## Estadio

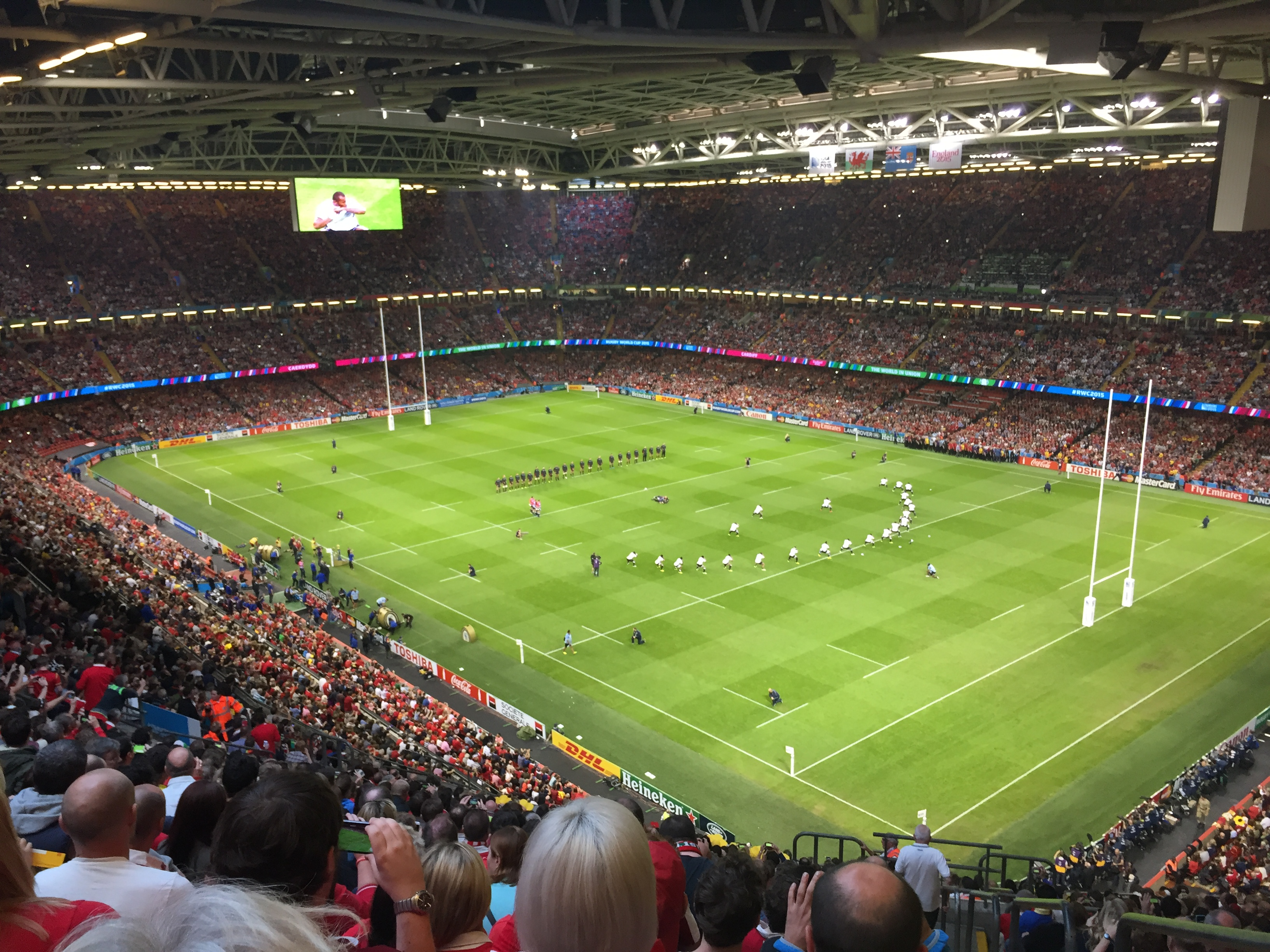
El Estadio del Milenio es la sede desde 1999.

El primer partido internacional fue jugado en el St. Helen's Rugby y Cricket de Swansea en 1882. Durante la década de 1880 y 1890, los partidos fueron disputados en Cardiff, Swansea, Newport y Llanelli. Swansea continuó siendo el lugar de encuentro para los partidos internacionales hasta 1954, cuando el Cardiff Arms Park se convirtió en el principal campo de juego. Este tenía capacidad solo para espectadores parados en 1881, pero expandió la parte de asientos durante esa década. Las masas continuaron creciendo y en 1902 en el partido contra Escocia, un récord mundial de 40.000 espectadores pagó para ver el partido. En 1911, los dueños del estadio, la familia de los Marqueses de Bute, confirmó la tenencia del lugar para Gales y en la década de 1920 y 1930 la WRU tomó el control. Una nueva parte del estadio fue construida en 1934, que incrementó la capacidad del estadio a 56.000.
En 1958, la WRU decidió que se necesitaba un nuevo estadio, debido a las inundaciones que afectaban frecuentemente al Arms Park. Después del debate entre la WRU y otras partes, incluyendo el Cardiff RFC, en la década de 1960, se decidió reconstruir el estadio nacional que sería construido con un nuevo campo accesorio para que el club de Cardiff se respaldara en él. El estadio nacional, como fue conocido, fue oficialmente inaugurado en 1970.

### Estadio del Milenio
Actualmente, Gales juega todos sus partidos de local en el Millennium Stadium de Cardiff. Tiene una capacidad de 74.500 personas y es el estadio más grande del país, así como el cuarto en capacidad del Reino Unido, después de Wembley, Twickenham y Old Trafford. El Millennium Stadium fue el primero concebido en 1994, cuando se organizó un grupo de reorganización. Se decido reemplazar al estadio nacional en Cardiff Arms Park, después de que saliera una nueva legislación, que requería que todos los espectadores estuvieran sentados. La construcción comenzó en septiembre de 1997, y terminó en 1999, a tiempo para la Copa Mundial de Rugby. La construcción le costó a la WRU 126 millones de libras, que fue financiado por una inversión privada, 46 millones de libras de fondos públicos de la Lotería Nacional. Mientras el nuevo campo de juego estaba siendo construido, Gales usó el viejo Estadio Wembley para sus partidos de local, un trato recíproco, ya que durante la construcción del nuevo estadio de Wembley la FA cup jugó la final en el Millennium Stadium.

## Entrenadores

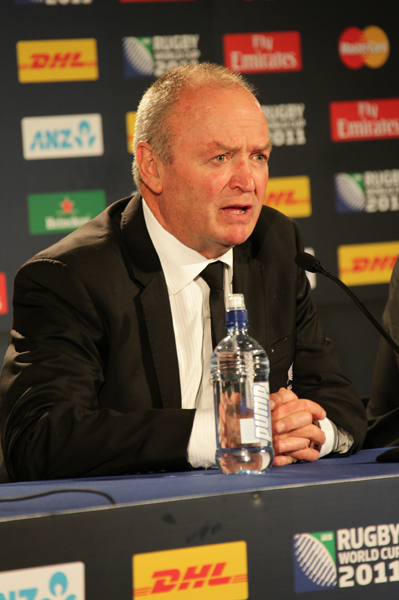
El kiwi Graham Henry inició el renacimiento de Gales.

Si no se indica la nacionalidad, es galés:
- 1974–1979: John Dawes
- 1979–1982: John Lloyd
- 1982–1985: John Bevan
- 1985–1988: Tony Gray
- 1988–1990: John Ryan
- 1990–1991: Ron Waldron
- 1991–1995: Alan Davies
- 1995–1998: Ron Waldron
- 1998–2002:  Graham Henry
- 2002–2004:  Steve Hansen
- 2004–2006: Mike Ruddock
- 2006–2007: Gareth Jenkins
- 2007–2019:  Warren Gatland
- 2019-2022:  Wayne Pivac
- 2022–2025:   Warren Gatland

## Estadísticas
El Seis Naciones inició con el Torneo de las Cuatro Naciones 1883, como una competencia entre las cuatro naciones que componen el Reino Unido. La primera victoria de Gales fue en 1893, cuando ganaron la Triple Corona. Gales ha ganado el torneo 27 veces y compartió la victoria once veces. La espera más larga entre campeonatos fue de once años(1994-2005). Gales ganó su primer Cinco Naciones en 1911 y su primer Seis Naciones en 2005. Su último Grand Slam lo ganó a Irlanda el 16 de marzo de 2019, y obtuvieron su Triple Corona más reciente en el torneo del 2021 donde también consiguieron el triunfo esta vez sin Grand Slam al ser superados por Francia en el último minuto.
El 16 de marzo de 2013 Gales renovó el título de las Seis Naciones ganado el año anterior, impidiendo que los ingleses ganasen el "Grand Slam", el Seis Naciones y la "Triple Corona".
|                                           | Inglaterra | Francia | Irlanda | Italia | Escocia | Gales   |
| ----------------------------------------- | ---------- | ------- | ------- | ------ | ------- | ------- |
| Torneos                                   | 128        | 95      | 130     | 25     | 130     | 130     |
| Torneo Británico                          | 5 (4)      | -       | 4 (3)   | -      | 9 (2)   | 7 (3)   |
| Cinco Naciones                            | 17 (6)     | 12 (8)  | 6 (5)   | -      | 5 (6)   | 15 (8)  |
| Seis Naciones                             | 7          | 6       | 6       | -      | -       | 6       |
| Triunfos absolutos (Triunfos compartidos) | 29 (10)    | 18 (8)  | 16 (8)  | 0 (0)  | 14 (8)  | 28 (11) |
| Grand Slams                               | 13         | 10      | 4       | 0      | 3       | 12      |
| Triple Corona                             | 26         | N/A     | 13      | N/A    | 10      | 22      |

### Copa Mundial
Gales ha competido en todas las Copas Mundiales de Rugby desde la inauguración del torneo en 1987. 
El primer torneo de 1987 fue el mejor para Gales, ganaron todos los partidos de la etapa de grupos y los cuartos de final, pero perdieron en la semifinal contra los All Blacks. Luego enfrentaron a Australia por el partido por el tercer lugar, partido que Gales ganó por 22-21. 
En los siguientes dos torneos en 1991 y 1995, Gales no pudo superar la etapa de grupos, ganando solo un partido en cada torneo. 
Los torneos de 1999 y 2003 fueron más fructuosos para Gales, ya que clasificaron a cuartos de final las dos veces. Gales fue el anfitrión de la Copa Mundial de Rugby en 1999, fue el líder del grupo y solo perdió con el que luego resultaría campeón, Australia en los cuartos de final. En 2003, terminaron segundos en el grupo detrás de los All Blacks y enfrentaron a Inglaterra en los cuartos de final, cuando perdieron con quien sería el campeón, a pesar de haber anotado más tries que sus oponentes.
En la Copa Mundial de 2007, Gales fracasó de nuevo y no pudo pasar la etapa de grupos. Después de perder con Australia y derrotar a Japón y Canadá, Gales perdió por cuatro puntos contra Fiyi, a pesar de haber anotado más tries que sus oponentes.
En la Copa Mundial de 2011, Gales alcanzó las semifinales por primera vez desde 1987. Jugó la semifinal contra Francia, la cual perdió por 9-8, en un partido condicionado por la polémica tarjeta roja al capitán del equipo Gales Sam Warburton después de un tackle peligroso contra Vincent Clerc, después de solo 18 minutos de juego.
Gales alcanzó los cuartos de final en la Copa Mundial de Rugby de 2015 a expensas del organizador, Inglaterra, al que dejó fuera del mundial en la fase de grupos, y luego perdió 23–19 con Sudáfrica.
| Año                      | Fase             | Posición | PJ | PG | PE | PP | PF   | PC  |
| Nueva Zelanda 1987       | Tercer puesto    | 3.º      | 6  | 5  | 0  | 1  | 126  | 104 |
| Inglaterra 1991*         | Fase de grupos   | 11.º     | 3  | 1  | 0  | 2  | 32   | 61  |
| Sudáfrica 1995           | Fase de grupos   | 9.º      | 3  | 1  | 0  | 2  | 89   | 68  |
| Gales 1999               | Cuartos de final | 7.º      | 4  | 2  | 0  | 2  | 127  | 95  |
| Australia 2003           | Cuartos de final | 7.º      | 5  | 3  | 0  | 2  | 149  | 126 |
| Francia 2007*            | Fase de grupos   | 9.º      | 4  | 2  | 0  | 2  | 168  | 105 |
| Nueva Zelanda 2011       | Cuarto puesto    | 4.º      | 7  | 4  | 0  | 3  | 228  | 74  |
| Inglaterra - Gales 2015* | Cuartos de final | 8.º      | 5  | 3  | 0  | 2  | 130  | 85  |
| Japón 2019               | Cuarto puesto    | 4.º      | 7  | 5  | 0  | 2  | 172  | 107 |
| Francia 2023             | Cuartos de final | 6.°      | 5  | 4  | 0  | 1  | 160  | 88  |
| Australia 2027           | Clasificado      |          |    |    |    |    |      |     |
| Total                    |                  | 8º       | 44 | 27 | 0  | 17 | 1311 | 885 |
| ------------------------ | ---------------- | -------- | -- | -- | -- | -- | ---- | --- |

- En 1991 Gales jugó sus tres partidos en territorio local, en el Cardiff Arms Park.
- En 2007 disputó dos de sus cuatro partidos en su país, en el Millennium Stadium de Cardiff.
- En 2015 jugó dos de sus cinco partidos en el Millennium Stadium.

### Historial con todas las Naciones
Cuando el ranking Mundial de IRB fue introducido en el 2003, Gales fue situado octavo. Gales alcanzó el séptimo puesto en junio de 2004 y después volvió a caer al octavo lugar en noviembre. Luego de ganar el Seis Naciones de 2005 alcanzaron el quinto puesto. Cayeron a la novena posición en junio de 2006 y después de volver a alcanzar el octavo puesto en septiembre, cayeron al décimo lugar después de la Copa Mundial de Rugby de 2007. Otro triunfo en el Seis Naciones de 2008 puso al equipo de Gales en el sexto lugar del ranking IRB, pero seguido de tres derrotas consecutivas contra Sudáfrica en junio Gales cayó al séptimo puesto. Gales subió al cuarto puesto después de una victoria sobre Escocia en su primer partido del Seis Naciones de 2009. Bajaron al 9.º en 2010 pero volvieron a ser cuartos después de su cuarto lugar en la Copa Mundial de 2011.
Su mayor derrota fue frente a Sudáfrica 96–13 en 1998, y su mayor victoria frente a Japón 98–0 en 2004. Su récord de más ensayos en un partido es 16, frente a Portugal en 1994, en el que marcaron 102 puntos, más que en ningún otro partido. El récord de Gales de victorias consecutivas es catorce, y de pérdidas diez. Gales ha logrado seis victorias ante Sudáfrica, tres ante Nueva Zelanda, once ante Australia y trece ante Argentina.
Abajo hay una tabla con el resumen de los Test matches de Gales hasta el 23 de noviembre de 2024.
| Oponente             | Jugados | Ganados | Perdidos | Empates | Porcentaje de victorias |
| -------------------- | ------- | ------- | -------- | ------- | ----------------------- |
| Argentina            | 22      | 14      | 7        | 1       | 63.6%                   |
| Australia            | 49      | 14      | 34       | 1       | 28.5%                   |
| Barbarians           | 4       | 2       | 2        | 0       | 50.0%                   |
| Canadá               | 13      | 12      | 1        | 0       | 92.3%                   |
| Escocia              | 130     | 75      | 52       | 3       | 57.6%                   |
| España               | 1       | 1       | 0        | 0       | 100.0%                  |
| Estados Unidos       | 7       | 7       | 0        | 0       | 100.0%                  |
| Fiyi                 | 15      | 12      | 2        | 1       | 80.0%                   |
| Francia              | 104     | 51      | 50       | 3       | 49.0%                   |
| Georgia              | 5       | 4       | 1        | 0       | 80.0%                   |
| Inglaterra           | 142     | 61      | 69       | 12      | 42.9%                   |
| Irlanda              | 135     | 70      | 58       | 7       | 51.8%                   |
| Italia               | 33      | 28      | 4        | 1       | 84.8%                   |
| Japón                | 10      | 9       | 1        | 0       | 90.0%                   |
| Namibia              | 4       | 4       | 0        | 0       | 100.0%                  |
| New Zealand Natives  | 1       | 1       | 0        | 0       | 100.0%                  |
| Nueva Zelanda        | 37      | 3       | 34       | 0       | 8.1%                    |
| New Zealand Services | 1       | 0       | 1        | 0       | 0.0%                    |
| Pacific Islanders    | 1       | 1       | 0        | 0       | 100.0%                  |
| Portugal             | 2       | 2       | 0        | 0       | 100.0%                  |
| Rumania              | 8       | 6       | 2        | 0       | 75.0%                   |
| Samoa                | 10      | 6       | 4        | 0       | 60.0%                   |
| Sudáfrica            | 43      | 7       | 35       | 1       | 16.2%                   |
| Tonga                | 9       | 9       | 0        | 0       | 100.0%                  |
| Uruguay              | 2       | 2       | 0        | 0       | 100.0%                  |
| Zimbabue             | 3       | 3       | 0        | 0       | 100.0%                  |
| Total                | 791     | 404     | 357      | 30      | 51.07%                  |

## Selección actual

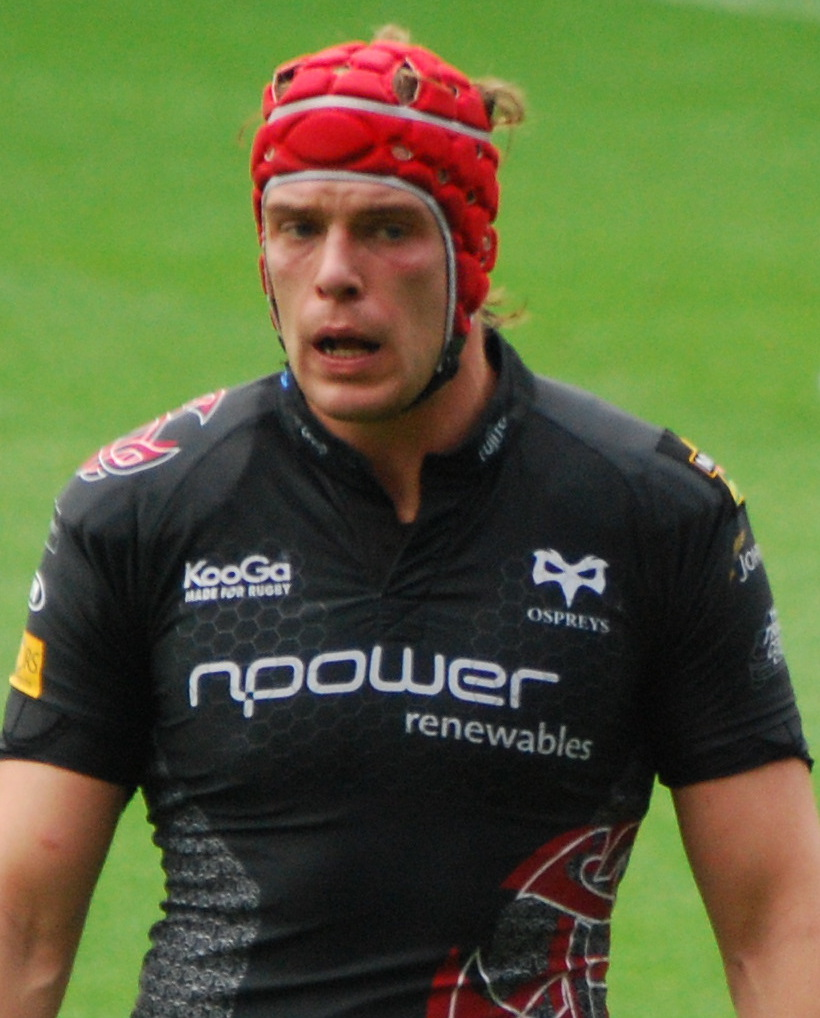
Alun Wyn Jones es el Capitán.

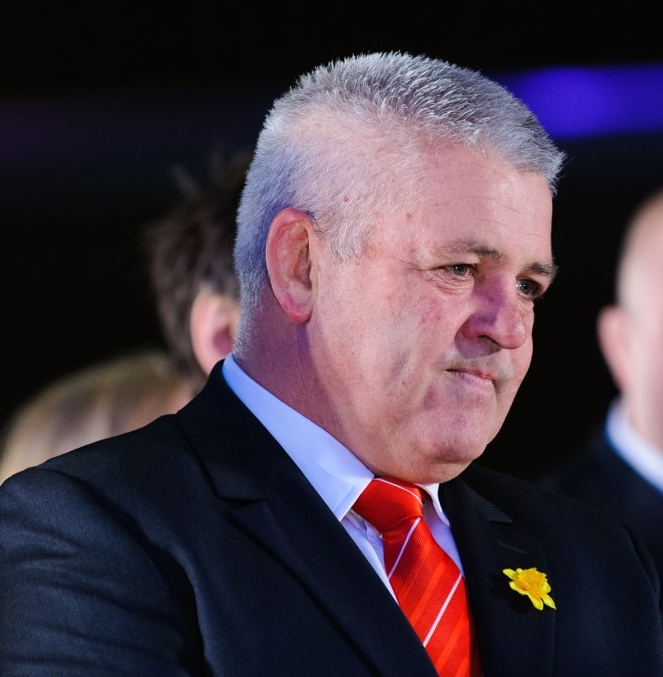
Warren Gatland el Entrenador.

Gatland (56 años) dirigió a Irlanda en Gales 1999 y a Gales desde Nueva Zelanda 2011, por lo que se convirtió en el técnico con más asistencias en la historia de los mundiales.
|                            | Jugador           | Edad    | Posición       | Pruebas | Equipo                            |
| -------------------------- | ----------------- | ------- | -------------- | ------- | --------------------------------- |
| Hookers y Pilares          |                   |         |                |         |                                   |
|                            | Elliot Dee        | 25 años | Hooker         | 23      | Dragons                           |
|                            | Ryan Elias        | 24 años | Hooker         | 8       | Scarlets                          |
|                            | Rhys Carré        | 21 años | Pilar          | 1       | Saracens                          |
| 3                          | Tomas Francis     | 27 años | Pilar          | 44      | Exeter Chiefs                     |
| 1                          | Wyn Jones         | 27 años | Pilar          | 16      | Scarlets                          |
|                            | Dillon Lewis      | 23 años | Pilar          | 16      | Cardiff Blues                     |
|                            | Nicky Smith       | 25 años | Pilar          | 32      | Ospreys                           |
|                            |                   | x años  | Desactualizado | X       |                                   |
| Segundas líneas            |                   |         |                |         |                                   |
| 5                          | Adam Beard        | 27 años | Segunda línea  | 48      | Ospreys                           |
|                            | Dafydd Jenkins    | 20 años | Segunda línea  | 8       | Exeter Chiefs                     |
| 4                          | Will Rowlands     | 32 años | Segunda línea  | 26      | Racing 92                         |
|                            | Christ Tshiunza   | 21 años | Segunda línea  | 7       | Exeter Chiefs                     |
| Alas y Octavos             |                   |         |                |         |                                   |
| 8                          | Taulupe Faletau   | 32 años | Octavo         | 101     | Cardiff Rugby                     |
| 7                          | Jac Morgan        | 23 años | Ala            | 12      | Ospreys                           |
| 6                          | Aaron Wainwright  | 26 años | Ala            | 40      | Dragons RFC                       |
|                            |                   | x años  | Desactualizado | X       |                                   |
| Medios scrums              |                   |         |                |         |                                   |
| 9                          | Gareth Davies     | 33 años | Medio scrum    | 70      | Scarlets                          |
|                            | Tomos Williams    | 28 años | Medio scrum    | 49      | Cardiff Blues                     |
| Aperturas y Centros        |                   |         |                |         |                                   |
|                            | Gareth Anscombe   | 32 años | Apertura       | 35      | Tokyo Sungoliath                  |
| 10                         | Dan Biggar        | 34 años | Apertura       | 110     | Rugby Club Toulonnais             |
|                            | Sam Costelow      | 22 años | Centro         | 5       | Scarlets                          |
| 13                         | George North      | 31 años | Centro         | 115     | Ospreys                           |
| 12                         | Nick Tompkins     | 28 años | Centro         | 29      | Saracens                          |
|                            | Johnny Williams   | 27 años | Centro         | 6       | Scarlets                          |
| Fullbacks y Wings          |                   |         |                |         |                                   |
| 11                         | Josh Adams        | 28 años | Wing           | 51      | Cardiff Rugby                     |
|                            | Rio Dyer          | 23 años | Wing           | 10      | Dragons RFC                       |
|                            | Mason Grady       | 21 años | Wing           | 4       | Cardiff Rugby                     |
|                            | Leigh Halfpenny   | 34 años | Fullback       | 100     | Scarlets                          |
| 14                         | Louis Rees-Zammit | 22 años | Wing           | 28      | Gloucester Rugby                  |
| 15                         | Liam Williams     | 28 años | Fullback       | 86      | Kubota Spears Funabashi Tokyo Bay |
| Entrenador: Warren Gatland |                   |         |                |         |                                   |

## Jugadores notables

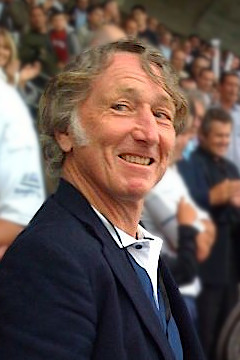
J. P. R. Williams fue el mejor jugador.

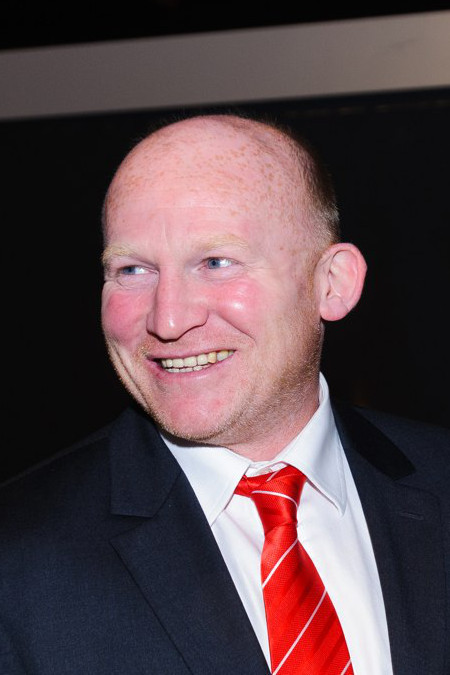
Neil Jenkins marcó más puntos.

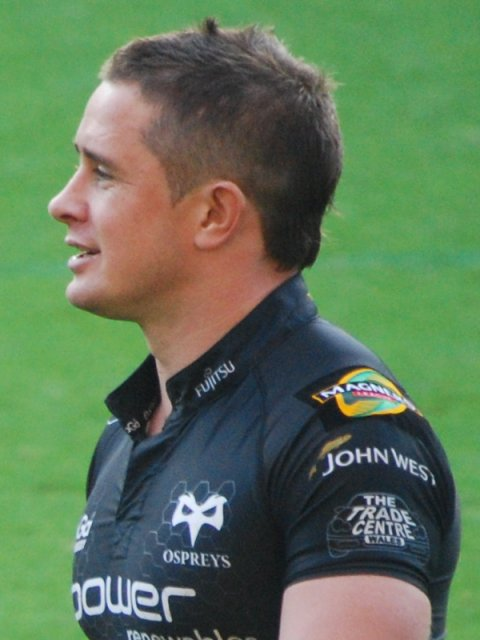
Shane Williams marcó más tries.

Hasta los Premios World Rugby 2024, dieciocho rugbistas: Phil Bennett, Gerald Davies, Mervyn Davies, John Dawes, Gareth Edwards, Ieuan Evans, Arthur Gould, Frank Hancock, Carwyn James, Barry John, Jack Matthews, Cliff Morgan, Gwyn Nicholls, Keith Rowlands, Bleddyn Williams, Johnny Williams, J. P. R. Williams y Shane Williams, son miembros del World Rugby Salón de la Fama.
Para los siguientes registros solo se consideran los partidos de prueba. En negrita los jugadores siguen activos y en cursiva continúan activos solo en sus clubes.

### Más pruebas jugadas
Pruebas actualizadas el 14 de junio de 2025
|    | Jugador         | Pruebas | Posición      | Carrera   |
| -- | --------------- | ------- | ------------- | --------- |
| 1  | Alun Wyn Jones  | 158     | Segunda línea | 2006–2023 |
| 2  | Gethin Jenkins  | 129     | Pilar         | 2000–2016 |
| 3  | George North    | 121     | Wing          | 2010–2024 |
| 4  | Dan Biggar      | 112     | Apertura      | 2008–2023 |
| 5  | Taulupe Faletau | 108     | Octavo        | 2011–     |
| 6  | Stephen Jones   | 104     | Apertura      | 1998–2011 |
| 7  | Leigh Halfpenny | 101     | Wing          | 2008–2023 |
| 8  | Gareth Thomas   | 100     | Fullback      | 1995–2007 |
| 9  | Martyn Williams | 100     | Ala           | 1996–2012 |
| 10 | Jonathan Davies | 96      | Centro        | 2009–2022 |

### Máximos anotadores
Puntos actualizados el 14 de junio de 2025
|    | Jugador         | Puntos | Posición | Carrera   |
| -- | --------------- | ------ | -------- | --------- |
| 1  | Neil Jenkins    | 1049   | Apertura | 1991–2002 |
| 2  | Stephen Jones   | 917    | Apertura | 1998–2011 |
| 3  | Leigh Halfpenny | 801    | Fullback | 2008–2023 |
| 4  | Dan Biggar      | 631    | Apertura | 2008–2023 |
| 5  | James Hook      | 352    | Fullback | 2006–2015 |
| 6  | Paul Thorburn   | 304    | Fullback | 1985–1991 |
| 7  | Shane Williams  | 290    | Wing     | 2000–2011 |
| 8  | George North    | 235    | Wing     | 2010–2024 |
| 9  | Arwel Thomas    | 211    | Apertura | 1996–2000 |
| 10 | Gareth Thomas   | 200    | Fullback | 1995–2007 |

### Máximos anotadores de tries
Tries actualizados el 14 de junio de 2025
|    | Jugador        | Tries | Posición    | Carrera   |
| -- | -------------- | ----- | ----------- | --------- |
| 1  | Shane Williams | 58    | Wing        | 2000–2011 |
| 2  | George North   | 47    | Wing        | 2010–2024 |
| 3  | Gareth Thomas  | 40    | Fullback    | 1995–2007 |
| 4  | Ieuan Evans    | 33    | Wing        | 1987–1998 |
| 5  | Colin Charvis  | 22    | Octavo      | 1996–2007 |
| 6  | Josh Adams     | 21    | Wing        | 2018–     |
| 7  | Liam Williams  | 21    | Fullback    | 2012–     |
| 8  | Tom Shanklin   | 20    | Wing        | 2001–2010 |
| 9  | Gareth Edwards | 20    | Medio scrum | 1967–1978 |
| 10 | Gerald Davies  | 20    | Wing        | 1966–1978 |

## Palmarés
- Copa del Mundo de Rugby
  -  Tercer puesto : 1987
- Torneo de las Seis Naciones 28 (11*): 1893, 1900, 1902, 1905, 1906*, 1908, 1909, 1911, 1920*, 1922, 1931, 1932*, 1936, 1939*, 1947*, 1950, 1952, 1954*, 1955*, 1956, 1964*, 1965, 1966, 1969, 1970*, 1971, 1973*, 1975, 1976, 1978, 1979, 1988*, 1994, 2005, 2008, 2012, 2013, 2019 y  2021.
- Grand Slam (12): 1908, 1909, 1911, 1950, 1952, 1971, 1976, 1978, 2005, 2008, 2012 y 2019.
- Triple Corona (21): 1893, 1900, 1902, 1905, 1908, 1909, 1911, 1950, 1952, 1965, 1969, 1971, 1976, 1977, 1978, 1979, 1988, 2005, 2008, 2012, 2019 y 2021.
- Copa Doddie Weir (4): 2018, 2019, 2021 y 2022.
- Trofeo James Bevan (3): 2008, 2018 y 2021.
- Copa Príncipe William (5): 2014-II, 2016, 2017, 2018-I, 2018-II.